# Бехінген
Бехінген (нім. Bächingen) — громада в Німеччині, знаходиться в землі Баварія. Підпорядковується адміністративному округу Швабія. Входить до складу району Діллінген. Складова частина об'єднання громад Гундельфінген-ан-дер-Донау.
Площа — 7,34 км2. Населення становить 1368 ос. (станом на 31 грудня 2020).

## Галерея

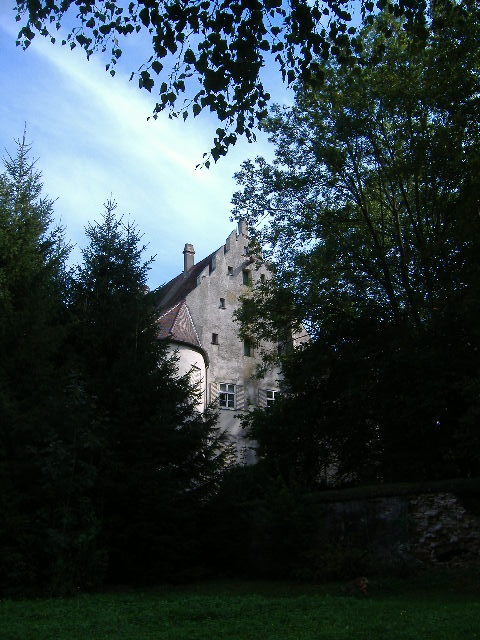
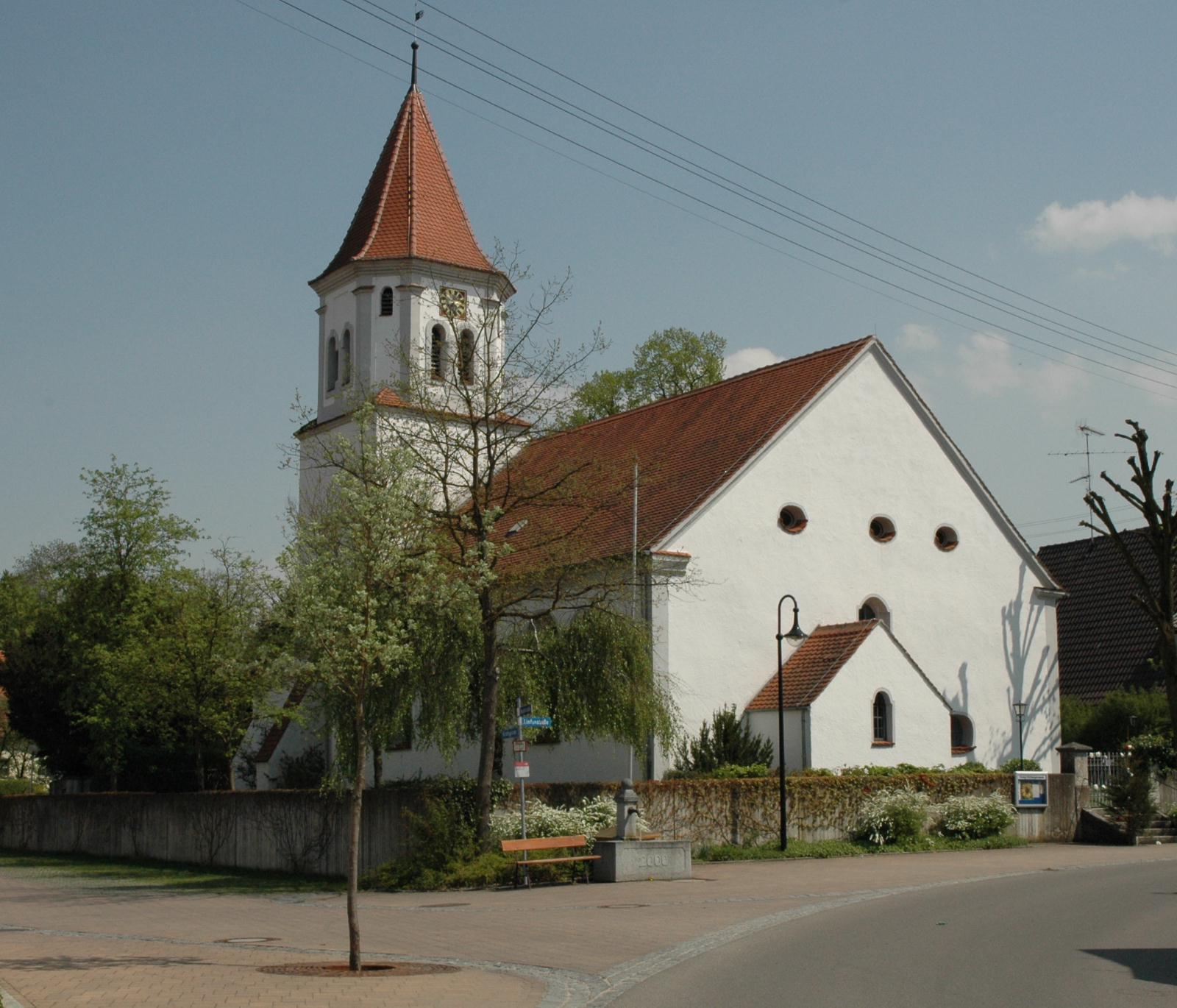
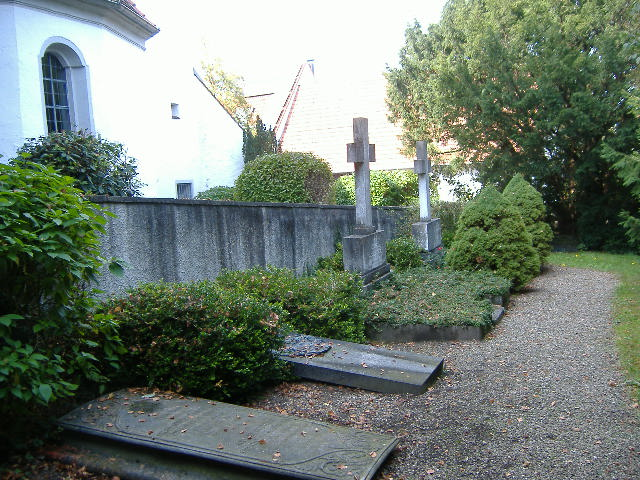
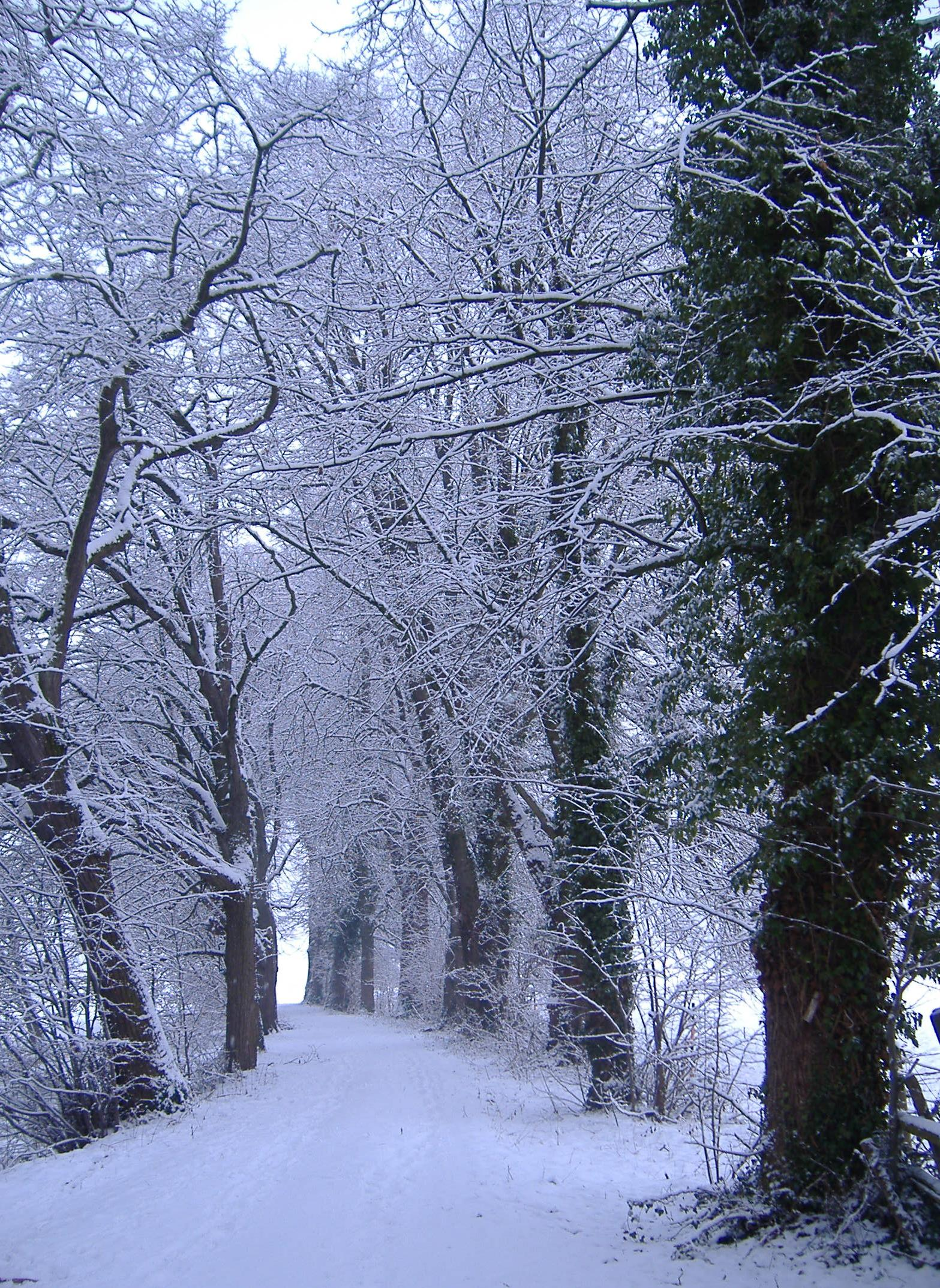